# Rakovszky Géza
Nagy-rákói és kelemenfalvi Rakovszky Géza (Trencsén, 1845. április 29. – Budapest, 1911. február 14.) országgyűlési képviselő, gyümölcstermesztő.

## Életútja
Rakovszky Károly Vendel Imre (1814–1891) birtokos és hanzlikfalvi Vagyon Judith (1813–1875) fia. Tanulmányait Budapesten végezte. 1867-ben Trencsén megyében tiszteletbeli aljegyzővé, 1868-ban aljegyzővé választották és egyúttal tiszteletbeli főjegyző lett. 1871. október haváig törvényszéki jegyzőként működött. Miután 1871. október 26-án Kocsócon feleségül vette Bossányi Olgát (1853–1881), a megyei szolgálatot abbahagyta és csak gazdaságának élt. Kocsóci birtokának kiterjedt gyümölcsöséből indult útnak az anyafáról több ezer példányban szaporított, s a pomológiai szakirodalomban is dicsért asztali, piaci és gazdasági gyümölcs, a nevét viselő Rakovszky-kajszi. Az Országos Magyar Kertészeti Egyesület budapesti bizottságának választmányi tagja volt. Kertészeti kiállítások zsűrijébe rendszeresen tagnak kérték fel.
1879-ben a trencséni kerület képviselővé választotta s ezen kerületet 1901-ig képviselte. Tagja volt a delegációnak és a Szabadelvű Párt híve volt.
Humorisztikus rajzokat írt a Képes Családi Lapokba (1882–1883). Országgyűlési beszédei a Naplókban vannak.